# 亨克
亨克（荷蘭語：Genk，荷蘭語發音：[ɣɛŋk]）是比利时弗拉芒大區林堡省哈瑟爾特區的一座城市，通行荷蘭語，是弗拉芒社群的一部分，面积87.85平方千米，人口66,110人（2018年1月1日）。